# Монтгомъри (окръг, Арканзас)
Вижте пояснителната страница за други населени места с името Монтгомъри.
Окръг Монтгомъри (на английски: Montgomery County) е окръг в щата Арканзас, Съединени американски щати. Площта му е 2072 km², а населението – 9487 души (2010). Административен център е град Маунт Айда.